# کیسه‌داران
کیسه‌داران (نام علمی: Marsupialia) فرورده‌ای از پستانداران هستند که مشخصه‌شان دارا بودن کیسه‌ای در بدن است که در آن نوزادان خود را بزرگ می‌کنند. همانندی آن‌ها با دیگر پستاندارانی که در فرورده جفت‌داران طبقه‌بندی می‌شوند در این است که هر دو زنده‌زا هستند و این آن‌ها را از تک‌سوراخیانی چون نوک‌اردکی و مورچه‌خورک متمایز می‌کند. با این حال برخلاف دیگر پستاندارانی که فرزندان خود را در شکل کامل شده و با دارا بودن اعضای زیستی می‌زایند، کیسه‌داران نوزادانی کم رشدیافته به دنیا می‌آورند که به هیچ وجه قادر به زندگی در جهان طبیعی بیرون نیستند و ناچارند به درون کیسه مادر بروند تا از شیر مادر تغذیه کنند. از دیدگاه فرگشتی، کیسه‌داران نمونه‌ای یکتا و مهم از چگونگی خو گرفتن به طبیعت و زادآوری را به نمایش می‌گذارند.
از شناخته شده‌ترین کیسه‌داران می‌توان به کانگورو، کوآلا، وامبت، و شیطان تاسمانی اشاره کرد. به جز صاریغ ویرجینیا که در آمریکای شمالی نیز یافت می‌شود، دیگر کیسه‌داران همگی در نیمکره جنوبی زندگی می‌کنند. نزدیک به ۷۰ درصد از ۳۳۴ گونهٔ موجود در این فرورده در استرالزی، که شامل استرالیا و گینه نو و جزایر نزدیک به آن‌ها می‌شود، یافت می‌شوند و ۱۰۰ جانور دیگر باقی‌مانده نیز ساکن قاره آمریکا هستند. بیشتر آن‌ها در آمریکای جنوبی به سر می‌برند و تنها ۱۳ گونه در آمریکای مرکزی زندگی می‌کنند. پدید آمدن تبادل بزرگ در دوران پالئوسن باعث هجوم پستانداران جفت‌دار به آمریکای جنوبی و انقراض گونه‌های بسیاری از کیسه‌داران شد.

## واژه‌شناسی
نام علمی کیسه‌داران، Marsupialia، برگرفته از واژه یونانی marsipos به معنای «کیسه» و «خورجین» است که در سال ۱۸۱۱ میلادی توسط یوهان ایلیگر، جانورشناس آلمانی، گذاشته شد.

## فرگشت
بیشتر بازسازی‌های انجام‌شده از موقعیت قاره‌ها در دوران مزوزوئیک نشان می‌دهند که در دوره تریاس و ژوراسیک بیشتر قاره‌های نوین کنونی بخش‌هایی از یک یا دو ابرقاره بوده‌اند. این ابرقاره با نام پانجه‌آ خوانده می‌شد و از ۲۵۰ میلیون تا ۱۷۰ میلیون سال پیش به وجود خود ادامه داد. پس از آن، پانجه‌آ آغاز به جدا شدن کرد و تا ۱۰۰ میلیون سال پس از آن، هند و ماداگاسکار و نیوزیلند حرکت خود بر روی صفحه‌های قاره‌ای را ادامه دادند.

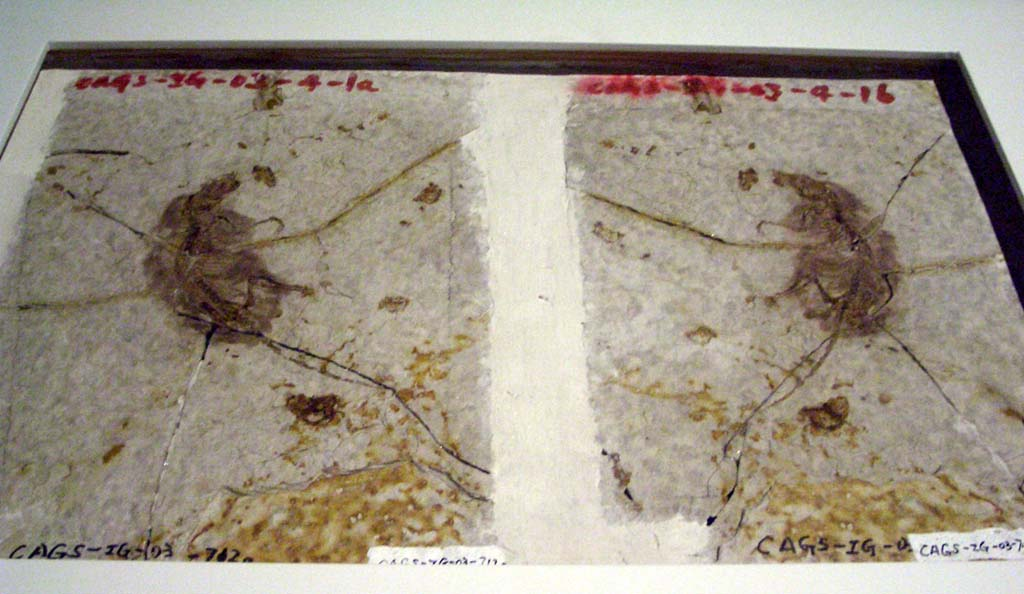
سنگواره Sinodelphys szalayi، از نخستین کیسه‌داران زمین. نگهداری شده در موزه دانش هنگ کنگ

با آنکه حرکت بر روی برخی خط‌های جداکننده پیشتر آغاز شده بود، به نظر می‌رسد که کرتاسه دوران مهمی بود که در آن بخش‌بندی‌های بزرگ و ایجاد اقیانوس‌های جداکنندهٔ قاره‌ها انجام شد. این همان هنگامی بود که خزندگانِ پستاندارنما حضور داشتند و هنوز پستانداران راستین پا بر زمین نگذاشته بودند. با آنکه بحث‌های فراوانی بر سر اینکه در چه زمان جانوری مرز میان پستانداران و خزندگان را رد کرد وجود دارند، اجماع دانشمندان بر این است که نخستین پستانداران راستین با ویژگی‌های جمجمه‌ای مورد انتظار از آن‌ها در پایان تریاس در ۲۱۰–۲۰۰ میلیون سال پیش پا بر زمین گذاشتند.
کهن‌ترین سنگواره مربوط به یک گونهٔ کیسه‌دار، که با نام Sinodelphys szalayi خوانده می‌شود، در سازند یی‌ژیان در چین مربوط به ۱۲۵ میلیون سال پیش به دست آمده است. ساختار پاهای جلویی و عقبی نشان می‌دهند که این جانور درخت‌رویی فرز و ماهر بوده و هم بر زمین و هم روی درختان توانایی زندگی داشته است. از آنجا که کهن‌ترین سنگواره مربوط به یک پستاندار جفت‌دار با نام Eomaia scansoria از رسوب‌های همین سازند بیرون آورده شده است، به احتمال بسیار نیای مشترک کیسه‌داران و جفت‌داران در زمانی نزدیک به همان هنگام وجود داشته است.
بررسی‌های سنگواره‌ای نشان می‌دهند که نخستین کیسه‌دارانِ آمریکای شمالی در پایان کرتاسه پسین پدید آمدند. در ۶۳ میلیون سال پیش و با آغاز دوره پالئوسن، سنگواره‌های یافت شده نشان از حضور آن‌ها در آمریکای جنوبی نیز می‌دهند. در دوره ائوسن مهاجرتی از کیسه‌داران از آمریکای شمالی به اروپا انجام شد. این جانداران از ائوسن تا میوسن در اروپا حضور داشتند و با آغاز میوسن میانی در این قاره منقرض شدند.
کیسه‌داران در دوران الیگوسن (۳۴–۲۳ میلیون سال پیش) در آسیای مرکزی و شمال آفریقا حضور داشتند و در جنوب آسیا نیز تا دوره متاخر ۱۶٫۴–۱۱ میلیون سال پیش به چشم می‌خوردند. اگرچه سپس همه آن‌ها در آن مناطق منقرض شدند، وجودشان نشان از پراکندگی بسیار آن‌ها در دوران جداشدگی ابرقاره دارد. این دوره هنگام فرمانروایی آن‌ها بر لوراسیا بود ولی با به پایان رسیدن میوسن در ۶ میلیون سال پیش، کیسه‌داران از بسیاری مناطق لوراسیا ناپدید شدند؛ موضوعی که علت آن به گمانی حضور جفت‌داران بوده است. میوسن آغازین و الیگوسن پایانی، هنگامی بود که کیسه‌داران برای نخستین بار در استرالیا ظاهر شدند. پستانداران کیسه‌دار آمریکای شمالی در آغاز میوسن در این قاره منقرض شدند اما با آغاز پلیستوسن، گروهی از آن‌ها از آمریکای جنوبی به آمریکای شمالی رفتند و اکنون نیز به همراه کیسه‌داران استرالیا و آمریکای جنوبی تنها پستانداران کیسه‌دار در جهان هستند.
در کل از روی شواهد می‌توان با قاطعیت نتیجه گرفت که کیسه‌داران نخست در قاره‌های شمالی زمین فرگشت یافتند، سپس در هنگامی میان ۷۰ تا ۶۳ میلیون سال پیش به قاره‌های جنوبی مهاجرت کردند.
آمریکای جنوبی
در پالئوسن پسین سه گروه از پستانداران در میان زیواگان آمریکای جنوبی بودند: جفت‌داران شگفت‌بند و سرآمدسم‌ها و کیسه‌داران. نخستین جانداران کیسه‌دار شکل همه‌چیزخوارانی صاریغ‌مانند بودند. بیشتر کنام‌های گیاه‌خواران، به ویژه آن‌هایی که در دسترس جانورانی با جثه بزرگتر بودند، توسط شگفت‌بندها و بازماندگان سرآمدسم‌های آغازین اشغال شده بودند. با این حال به نظر می‌رسد که بسیاری از خط‌های فرگشتی کیسه‌داران با جوندگان جفت‌دار همگرا شده باشند.
کهن‌ترین سنگواره یک جاندار کیسه‌دار از رسوب‌های مربوط به ۶۳–۶۱ میلیون سال پیش در آرژانتین و بولیوی به دست آمده است. به نظر می‌رسد که در آن هنگام آمریکای جنوبی مکانی بسیار بااهمیت در پناه‌دادن و رشد این جانوران بوده است. تا میلیون‌ها سال، این منطقه از آمریکای شمالی توسط دریایی کم‌عمق جدا بود. در ۳ میلیون سال پیش و با خشک شدن تکه‌هایی از دریا و دادوستد گونه‌ای مهمی که امروزه با نام تبادل بزرگ آمریکا خوانده می‌شود، گونه‌های بی‌شماری از پستانداران جفت‌دار به آمریکای جنوبی حمله کردند و رقابت آن‌ها با کیسه‌داران بومی باعث نابودی بسیاری از کیسه‌داران شد. ورود گوشتخوارانی چون خرس، راکون، و گربه‌ها به آمریکای جنوبی باعث منقرض شدن جانوران بدیعی چون گربه‌شکلان شمشیرکیسه‌ای شد.
صاریغ آمریکایی تنها کیسه‌داری بود که توانست در آمریکای شمالی به زندگی بپردازد و بخش‌های گسترده‌ای از آن سرزمین را اشغال کند. کهن‌ترین نمونه‌های صاریغ آمریکایی از لایه‌های ته‌نشین مربوط به دوره پلیوسن در آمریکای جنوبی پیدا شده‌اند. به نظر می‌رسد که نیای این جانور پیش از شکل‌گیری تنگه پاناما با گذر از آب‌های کم‌عمق میان‌جزیره‌ای به مناطق استوایی آمریکای مرکزی پا گذاشته باشد.
استرالیا
بررسی‌های زمین‌شناسی نشان می‌دهند که در دوران کرتاسه و کینوزوئیک، جنوبگان در مکان قطب جنوبی خود بوده و تا هنگامی در کرتاسه استرالیا بخشی از این قاره بزرگ بوده است. پس از ترک‌خوردگی‌های کرتاسه پسین و پالئوسن، که باعث ایجاد دریاهای میان‌قاره‌ای شدند، استرالیا از جنوبگان جدا شد و از آغاز ائوسن تاکنون ۲۰ درجه به سوی شمال حرکت کرده است. با بررسی این نتایج می‌توان پی برد که مهره‌داران در کرتاسه و پالئوسن از قاره جنوبگان به سوی استرالیا حرکت کردند و در آنجا پخش شدند. بررسی‌ها نشان می‌دهند که این جدا شدن دو خط کیسه‌داران آمریکایی و استرالیایی در حدود ۸۰ میلیون سال پیش صورت گرفت. کهن‌ترین کیسه‌داران شناخته‌شده در استرالیا مربوط به کمینه ۵۵ میلیون سال پیش در پالئوسن پسین هستند که شامل چندین گونه دوزهدانی‌سان–شکل، کولوکولوسان، و مجموعه‌ای از دیگرانی که رده‌بندیشان از روی ساختار دندانی مشکل است، بودند.
اگرچه بررسی‌های زمین‌شناسان بر روی چگونگی جدا شدن قاره‌ها از هم نشان داده‌اند که کیسه‌داران از راه قطب جنوب به استرالیا راه یافتند، تاکنون تنها یک سنگواره از کیسه‌داران در قطب جنوب یافت شده است که مربوط به ائوسن میانی در جزیره سیمور در شبه‌جزیره جنوبگانی بوده است. از آنجا که تاکنون هیچ سنگواره‌ای از کیسه‌داران در شرق قطب جنوب یافت نشده، ممکن است که در آن هنگام سدی طبیعی بخش شرقی و غربی قطب جنوب را از هم جدا کرده بود و نیاکان کیسه‌داران آمریکایی در حالی در بخش غربی باقی مانده‌اند که نیاکان کیسه‌داران استرالیایی در پشت سد در بخش شرقی به زندگی می‌پرداختند.
استرالیا و جزایر اطرافش از آن هنگام تاکنون پناهگاهی امن برای کیسه‌داران بوده‌اند. نبود رقیب برای این جانوران در آن محیط امکان رشد جانداران عجیبی همچون دندان‌بومرنگان شد. در کل، استرالیا خانهٔ ۷ راسته و ۳۱ تیره از کیسه‌داران شد که امروزه تنها ۴ راسته و ۱۶ تیره از آن‌ها باقی مانده‌اند.

## آناتومی

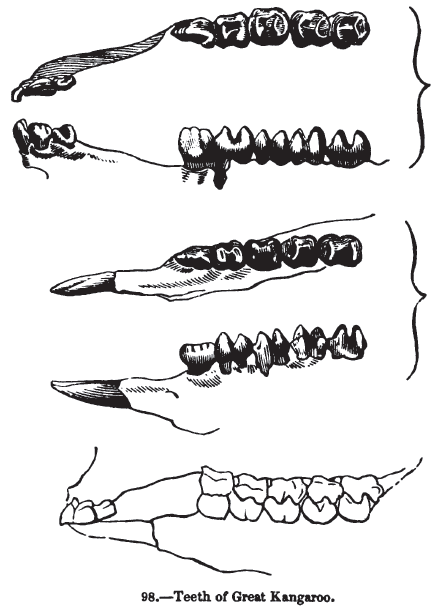
نقاشی از دندان‌های کانگوروی خاکستری شرقی که در کتاب طراحی‌هایی در تاریخ طبیعی اثر چارلز نایت به چاپ رسیده است.

در گذشته باور بر این بود که کیسه‌داران از دیدگاه فرگشتی ساده‌تر و پیش‌پاافتاده‌تر از دیگر پستانداران هودد هستند، اما بررسی‌های پسین نشان داده‌اند که تفاوت‌های میان این پستانداران و دیگر پستاندارانی که راه فرگشتی دیگری را طی کردند تنها دو روش گوناگون پدید آمده برای پاسخ به نیازهای زیستی یکسان بوده‌اند. از این رو، امروزه باور بر این است که مسیر فرگشتی کیسه‌داران نه پایین‌تر از مسیر فرگشتی دیگر پستانداران، که به موازات آن بوده است.
در حالت کلی، تفاوت‌های آناتومیک میان این دو گروه از پستانداران را می‌توان در تفاوت‌های ظاهری و نیز تفاوت‌های مربوط به روش زایش خلاصه کرد. مشخصه بارز کیسه‌داران که آن‌ها را از دیگر اعضای پستانداران متمایز می‌کند آن است که بچه‌های کیسه‌داران در حال بسیار ابتدایی از ساختار بدنی به دنیا می‌آیند و بچه‌ها برای مدت طولانی از پستان‌های مادر که در شکمش قرار دارند، تغذیه می‌کنند.

### ظاهر
اسکلت کیسه‌داران در حالت کلی اسکلتی همچون دیگر پستانداران است و تفاوت آنچنانی دیده نمی‌شود. ستون فقرات دارای ۲۶ مهره است و همواره هفت مهره گردنی حضور دارند. شمار مهره‌های سینه‌ای اغلب ۱۳ عدد است ولی در وامبت‌ها و موش کورهای کیسه‌دار به ۱۵ و در بادپرکیسه‌دارها به ۱۲ عدد می‌رسد. شمار استخوان‌های جوش‌خورده به هم برای تشکیل استخوان خاجی نیز میان یک تا هفت در تغییر است.
سخت‌ترین بخش بدن کیسه‌داران دندان‌های آن‌ها است. بیشتر این جانوران شمار بسیاری دندان (۴۰ تا ۵۰ عدد) دارند. آن‌ها در هر نیم‌فک بالایی پنج دندان پیشین و در نیم‌فک پایینی ۴ دندان پیشین دارند. در هر دو نیم‌فک نیز یک دندان نیش وجود دارد. شمار دندان‌های آسیاب کوچک در نیم‌فک‌های بالا و پایین ۳ است و این شمار برای دندان‌های آسیاب به ۴ می‌رسد. شمار و درجه پیشرفت دندان‌ها در هر جانور کیسه‌دار بستگی به رژیم غذایی و تاریخچه فرگشتیش دارد.
جمجمه کیسه‌داران نیز از جهات گوناگون با جمجمه جفت‌داران تفاوت دارد. استخوان‌های بینی بزرگ هستند و در عقب فراخ می‌شوند. آن‌ها دو جفت ورودی هوا در سقف دهان دارند در حالی که جفت‌داران دارای تنها یک جفت ورودی هوا هستند. اسکلت بدن نیز برخی فرق‌ها با دیگر پستانداران دارد: ساختار پاها و انگشتان آن در این جانوران دارای تنوع بسیاری است. بسیاری از آن‌ها دارای پنج انگشت در پاهای عقبی هستند که از بزرگ‌ترین این انگشتان برای کمک کردن در بالارفتن از درخت بهره می‌گیرند. انگشت نخست برخی از گونه‌ها به تدریج کوچک و کوچکتر شده و در برخی دیگر، مانند کانگوروها، به کلی حذف شده است. در این جانوران انگشت چهارم بسیار بزرگ و کشیده شده و به عنوان محور اصلی پا به‌شمار می‌رود. چنین سازگاری‌هایی توانایی حرکت به عقب را کاهش داده‌اند ولی به شدت بر توانایی شتاب گرفتن به پیش افزوده‌اند.

### دستگاه زادآوری

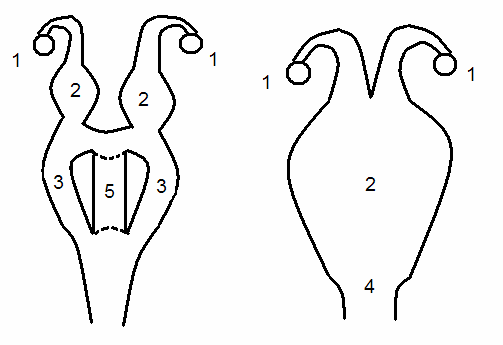
مقایسه دستگاه زادآوری ماده در کیسه‌داران (چپ) و جفت‌داران (راست). ۱=تخم‌دان، ۲= زهدان، ۳=واژن جانبی، ۴=واژن، ۵=کانال زایش

روش زایش و شیردهی کیسه‌داران از جمله بارزترین تفاوت‌های آن‌ها با دیگر پستانداران است. کیسه‌داران ماده دارای دو کانال واژنی جانبی هستند به منظور انتقال اسپرم و یک کانال میانی که تنها در هنگام تولد بچه‌ها باز می‌شود. رحم‌ها نیز جدا هستند؛ برخلاف بسیاری از جفت‌داران که دارای یک زهدان کلی هستند. در نرها، بیضه‌ها همواره در کیسه‌ای بیرون بدن قرار دارند و برخلاف جفت‌داران که بیضه‌هایشان در پایین آلت تناسلیشان است، بیضه‌های این جانوران در بالای آلت قرار دارد. در هر دو جنس، ادرار و مدفوع از یک کانال یکتا به بیرون پرتاب می‌شوند که این کانال مکان جفت‌گیری و بیرون آمدن نوزاد نیز هست. وجود این کانال مختص کیسه‌داران است و هیچ جفت‌دار دیگری، جز نوک‌اردکی و اکیدنه، دارای آن نیست.
کیر نرها اغلب دوشاخه است، به استثنای کانگوروها، بادپرکیسه‌دارها، و موش کورهای کیسه‌دار. میزراه پیش از رسیدن به دوشاخه به پایان می‌رسد ولی دو کانال به موازات دو شاخه به راه خود ادامه می‌دهند تا منی را به واژن جانبی ماده هدایت کنند. شکل اسپرم از تیره‌ای به تیره دیگر فرق می‌کند و برای نمونه در میان کیسه‌داران آمریکای جنوبی دارای سه ریخت گوناگون است.
زمان بارداری در کیسه‌داران به نسبت کوتاه است و از جفت‌گیری تا به دنیا آمدن فرزندان میان ۴۲–۱۱ روز طول می‌کشد. در هنگام تولد، بچه‌ها بسیار کوچک و ناکامل هستند و تنها ۱٪ وزن مادر وزن دارند. وزن بچه‌ها در این هنگام به ندرت بالاتر از ۱ گرم می‌رسد. شمار بچه‌هایی که در هر زمان در کیسه شیر داده می‌شوند بسته به گونه فرق دارد. در برخی همچون کانگوروها، تنها ۱ بچه در کیسه بزرگ و شیر داده می‌شود، در حالی که در برخی چون کیسه‌موش‌ها ۸ تا ۱۲ بچه در یک زمان می‌توانند در کیسه مادر حضور داشته باشند. وزن کلی فرزندان در هنگام بزرگ شدن در کیسه‌داران ماده‌ای که شمار بیشتری فرزند در کیسه خود دارند می‌تواند تا ۳ برابر وزن مادر برسد. چنین چیزی انرژی بسیار بسیاری را از بدن مادر مصرف می‌کند و اغلب همراه با نرخ بالای مرگ در مادرانی است که همهٔ ذخیره بدنیشان مصرف شده باشد.
به دلیل کوچک بودن بچه‌ها در هنگام تولد، آن‌ها نیاز دارند برای مدت طولانی به تغذیه از شیر مادر بپردازند. مادر نیز نیاز به تولید میزان بسیاری شیر دارد. در کانگوروهای بزرگ مادر برای کمینه ۲۳۰ روز بچه را در کیسهٔ خود نگه می‌دارد و پس از آن بچه آرام آرام از کیسه بیرون می‌آید و در محیط زندگی می‌کند تا آنکه ۵ تا ۸ ماه پس از آن به کلی از شیر گرفته شود. این چنین وقف زمان و بدن از سوی مادر برای بچه‌هایش در میان کیسه‌داران در کمتر جانوری دیده می‌شود. بچه پس از لحظهٔ زایمان راه را به سوی بالا و برخلاف میدان گرانشی زمین دنبال می‌کند تا به سر کیسه برسد. در اینجا، بوی شیر بچهٔ کوچک و بی‌شکل را به سوی پستان‌ها می‌کشاند و سپس با دهان خود پستان را گرفته، آغاز به مکیدن شیر می‌کند. در برخی کیسه‌داران، شمار بچه‌های ابتدایی‌شکل بیرون آمده پس از زایمان بیشتر از شمار پستان‌های موجود است. در این موارد از آنجا که نوزاد پدید آمده بسیار ناکامل است و پدید آمدن آن در بدن مادر نیازمند انرژی و ماده غذایی آنچنان نیست، بیشتر بودن شمار نوزادان بی‌شکل از شمار پستان‌ها این احتمال را که همهٔ پستان‌های مادر در پایان اشغال شوند افزایش می‌دهد. بقیهٔ دیگر نوزادانی که نتوانند خود را به پستان‌ها بچسبانند خواهند مرد.

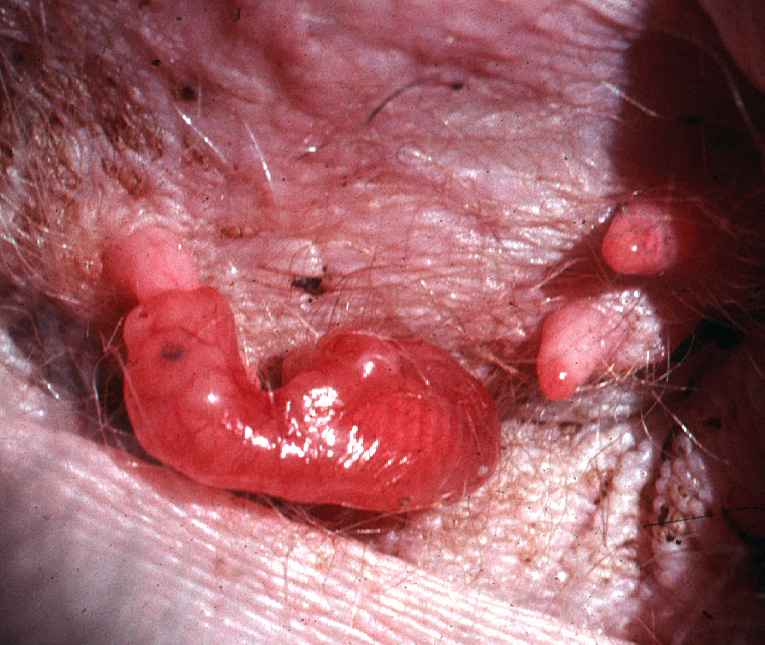
نوزاد ناکامل با چسباندن خود به پستان مادر درون کیسه، از آن شیر می‌نوشد تا رشد پیدا کند.

هنگامی که یک فرزند آغاز به بیرون آمدن از کیسه مادر می‌کند، مادر اقدام به دادن شیر به دیگر فرزند خود، که ممکن است برای ماه‌ها آن را در حالتی کم‌فعالیت در بدن خود نگه داشته باشد، می‌کند و به هر دو فرزند شیر می‌دهد. در این هنگام سینه‌های مادر دو شیر گوناگون تولید می‌کنند تا به نیازهای سنی دو فرزند پاسخ مناسب دهند: شیری رقیق با کربوهیدرات و اندکی پروتئین برای کودک تازه به دنیا آمده و شیر پرچرب برای فرزند بزرگتر. چنین توانایی اگر نه یگانه، که در میان دیگر پستانداران استثنایی است.
کیسه‌داران نیز همچون دیگر پستانداران دارای گونه‌ای تأخیر زمانی در باردارشدن دوباره هستند، ولی تفاوت آن‌ها با دیگر پستانداران در این است که آن‌ها توانایی خود برای باردار شدن را حتی پس از زایمان حفظ می‌کنند و ماده پس از زایمان نیز اقدام به جفت‌گیری می‌کند. جنین پدیدآمده از آمیزش آغاز به شکل‌گیری می‌کند و به بلاستوسیستی با تنها ۱۰۰–۷۰ سلول تبدیل می‌شود. جنین سپس وارد گونه‌ای مرحله انتظار می‌شود که بدان «میان‌آسایی رویانه» می‌گویند. در کانگوروها، بلاستوسیت تا هنگامی که مادر در حال شیردهی است آغاز به رشد نمی‌کند ولی به محض آنکه جانور جوان آغاز به خوردن غذای جامد می‌کند و وابستگیش به شیر مادر کم می‌شود، بلاستوسیت رشد خود را از سر می‌گیرد. به نظر می‌رسد که میان‌آسایی برای این پدید آمد تا جلوی به دنیا آمدن فرزندان اضافی را در حالی که کیسه هنوز در اشغال فرزند یا فرزندان پیشین است، بگیرد. فایدهٔ دیگر چنین ویژگی‌ای نیز این است که مادر می‌تواند با سرعت فقدان فرزند از دست داده‌اش را با پرورش پلاستوسیت موجود در رحمش جبران کند.

### کیسه
به صورت معمول، کیسه‌ی جانداران کیسه‌دار مکانی از بدن ماده‌ها در نظر گرفته می‌شود که در آن نوزاد ناکامل آغاز به رشد و شیرخوردن می‌کند و مادر با گذاشتن فرزندانش در آن امنیتشان را تضمین می‌کند. با آنکه نام «کیسه‌دار» اشاره به داشتن کیسه توسط این جانوران دارد، همه کیسه‌داران نیز دارای کیسه نیستند. برخلاف کانگوروها و والابی‌ها که کیسه‌هایی گرم و بزرگ برای بچه‌هایشان دارند، جاندارانی چون نامبت‌ها فاقد کیسه هستند و پستان‌ها تنها توسط حلقه‌هایی از ماهیچه که فرزند را در هنگام شیرخوردن محافظت می‌کنند، محاصره شده‌اند. در میان آن‌هایی هم که کیسه دارند، کیسه می‌تواند از جلو، پشت، یا مرکز باز شود و عمیق یا کوتاه باشد.
نوزادان به محض بیرون آمدن از رحم و زایمان به سوی کیسه حرکت می‌کنند. حرکت آن‌ها در این هنگام بر روی موهای بدن مادر مانع از سقوطشان می‌شود. پژوهش‌های تازه بر روی نوزادان برخی گونه‌های کیسه‌دار نشان داده‌اند که آنان حتی پیش از تولد و درون رحم به صورت غریزی تلاش می‌کنند تا به سوی کیسهٔ مادر (در بالای رحم) حرکت کنند.

### مغز
به نسبت پستانداران جفت‌داری که دارای جثه برابر با کیسه‌داران هستند یا در زیست‌بوم یکسان زندگی می‌کنند، ناحیه صورتی در جمجمه کیسه‌داران بزرگتر است ولی حفره جمجمه‌ای آن‌ها کوچکتر است. دو نیم‌کره مغزی آن‌ها پیچ‌خوردگی‌های ساده‌ای دارند و فاقد جسم پینه‌ای هستند. مغز کیسه‌داران در بسیاری از گونه‌های آن‌ها به نسبت کوچک، و در شمار کمی از آن‌ها حتی با استانداردهای مرسوم هوددان بسیار بزرگ است. با آنکه فرم ظاهری آن تفاوتی با دیگر پستانداران ندارد، مهم‌ترین اختلاف میان مغز آن‌ها و دیگر پستانداران در نبود کامل جسم پینه‌ای است. بررسی‌های بسیاری نشان می‌دهند که به جای این بخش، بافت رابط قدامی بزرگ آن‌ها دارای فیبرهایی است که در عمل همهٔ بخش‌های نئوکورتکس  را به هم وصل می‌کند و همان کارکرد جسم پینه‌ای را پدیدمی‌آورد.
در گذشته تصور بر این بود که کیسه‌داران به نسبت جفت‌داران توانایی هوشی کمتری دارند چرا که ساختارهای اجتماعی در خود فرگشت نداده و نشانه‌ای از بازی، همبستگی گروهی، روش‌های پیچیده مقابله با مهاجمان، یا روش‌های پیچیدهٔ ارتباطی در آن‌ها وجود ندارد. سپس اما نشانه‌هایی از پیچیدگی‌های مشهود در رفتار این جانوران و توانایی‌های یادگیریشان دیده شده است. آن‌ها توانایی‌های جالبی در ایجاد ارتباط توسط سیگنال‌های فرومونی دارند. غدد پوستی و بویایی آن‌ها نقش مهمی در این توانایی بازی می‌کنند.

## رده‌بندی
کیسه‌داران میان ۶ تا ۷ درصد گونه‌های پستاندار در جهان را تشکیل می‌دهند. این فرورده دارای نزدیک به ۳۳۰ گونه است که در ۲۱ تیره، ۹۲ سرده، و ۷ راسته‌ی اصلی دسته‌بندی شده‌اند. از میان راسته‌ها، سه تایشان به همراه ۲۱ سرده در آمریکای جنوبی به سر می‌برند. نخستین رده‌بندی‌ها برای این جانوران توسط لینه در کتاب سامانه طبیعت انجام شد. در ۱۷۵۸، او کیسه‌داران آمریکایی را به همراه آرمادیلوها، حشره‌خواران، و خوک‌ها به دلیل شباهت‌های بسیار سطحی در یک گروه قرار داد؛ این جانوران اما اکنون در سرده‌های جدای از هم قرار دارند.
فهرست زیر معرفی‌کننده نام تیره‌های کیسه‌داران کنونی و به‌تازگی منقرض شده است. منبع این فهرست کتاب یک تعادل شکننده اثر «کریستوفر دیکمان» است:
| تیره                                             | نام علمی            | نام رایج                                                          | گستره پراکندگی                   | شمار سرده | گونه‌ها  | تصویر |
| ------------------------------------------------ | ------------------- | ----------------------------------------------------------------- | -------------------------------- | --------- | ------- | ----- |
| دوزهدانیان از راسته دوزهدانی‌سانان                | Didelphidae         | صاریغ‌ها                                                           | شمال، جنوب، و مرکز قاره آمریکا   | ۱۷        | ۸۷      |       |
| موش‌صاریغان از راسته کم‌تکمیزه‌ایان                 | Caenolestidae       | صاریغ شبگرد                                                       | آمریکای جنوبی                    | ۳         | ۶       |       |
| کولوکولویان از راسته کولوکولوسانان               | Microbiotheriidae   | میمونک کوهی                                                       | آمریکای جنوبی                    | ۱         | ۱       |       |
| کیسه‌گرگان از راسته ستبردم‌سانان                   | Thylacinidae        | گرگ تاسمانی                                                       | استرالیا                         | ۱         | ۱       |       |
| ستبردمان از راسته ستبردم‌سانان                    | Dasyuridae          | راسوهای کیسه‌دار، شیطان تاسمانی، موش کیسه‌دار پاکوچک، و بسیاری دیگر | استرالیا و گینه نو               | ۱۳ (۸)    | ۵۶ (۱۳) |       |
| مورخواران کیسه‌دار از راسته ستبردم‌سانان           | Myrmecobiidae       | نامبت                                                             | استرالیا                         | ۱         | ۱       |       |
| کورموشان کیسه‌دار از راسته کورموش‌سانان کیسه‌دار    | Notoryctidae        | موش کور کیسه‌دار                                                   | استرالیا                         | ۱         | ۲       |       |
| کیسه‌سموران از راسته کیسه‌داران همه‌چیزخوار         | Peramelidae         | باندیکوت‌ها و باندیکوت‌های خاردار                                   | استرالیا و گینه نو و جزیره سیرام | ۳ (۳)     | ۸ (۱۰)  |       |
| خوکان کیسه‌دار از راسته کیسه‌داران همه‌چیزخوار      | Chaeropodidae       | باندیکوت پا-خوکی                                                  | استرالیا                         | ۱         | ۱       |       |
| ماهیچه‌کیسه‌ایان از راسته کیسه‌داران همه‌چیزخوار     | Thylacomyidae       | بزرگ‌گوش‌ها                                                         | استرالیا                         | ۱         | ۲       |       |
| درخت‌نوردان کیسه‌دار از راسته کیسه‌داران علف‌خوار    | Phalangeridae       | کوسکوس‌ها، صاریغ‌های دم‌قلمویی، صاریغ دم‌پولکی                        | استرالیا و گینه نو               | ۴ (۲)     | ۸ (۱۹)  |       |
| کوتوله‌صاریغان از راسته کیسه‌داران علف‌خوار         | Burramyidae         | صاریغ‌های کوتوله                                                   | استرالیا و گینه نو               | ۲         | ۵       |       |
| کوتوله‌پروازان کیسه‌دار از راسته کیسه‌داران علف‌خوار | Acrobatidae         | بادپر پردم                                                        | استرالیا و گینه نو               | ۲ (۱)     | ۲ (۱)   |       |
| بادپرکیسه‌داران از راسته کیسه‌داران علف‌خوار        | Petauridae          | بادپرها و صاریغ‌های راه‌راه                                         | استرالیا و گینه نو               | ۳         | ۶ (۵)   |       |
| شبه‌دستان از راسته کیسه‌داران علف‌خوار              | Pseudocheiridae     | صاریغ‌های دم‌حلقه‌ای                                                 | استرالیا و گینه نو               | ۶         | ۷ (۱۰)  |       |
| صاریغ‌های شهدخوار از راسته کیسه‌داران علف‌خوار      | Tarsipedidae        | صاریغ شهدخوار                                                     | استرالیا                         | ۱         | ۱       |       |
| کیسه‌خرسان از راسته کیسه‌داران علف‌خوار             | Phascolarctidae     | کوالا                                                             | استرالیا                         | ۱         | ۱       |       |
| وامبتیان از راسته کیسه‌داران علف‌خوار              | Vombatidae          | وامبت                                                             | استرالیا                         | ۲         | ۳       |       |
| موش‌کانگورویان از راسته کیسه‌داران علف‌خوار         | Hypsiprymnodontidae | موش-کانگوروی مشکین                                                | استرالیا                         | ۱         | ۱       |       |
| کانگوروهای موش‌وار از راسته کیسه‌داران علف‌خوار     | Potoroidae          | موش-کانگوروها                                                     | استرالیا                         | ۴         | ۱۰      |       |
| درازپایان از راسته کیسه‌داران علف‌خوار             | Macropodidae        | کانگوروها و والابی‌ها                                              | استرالیا                         | ۹ (۲)     | ۴۵ (۲۰) |       |

## گستره و پراکندگی

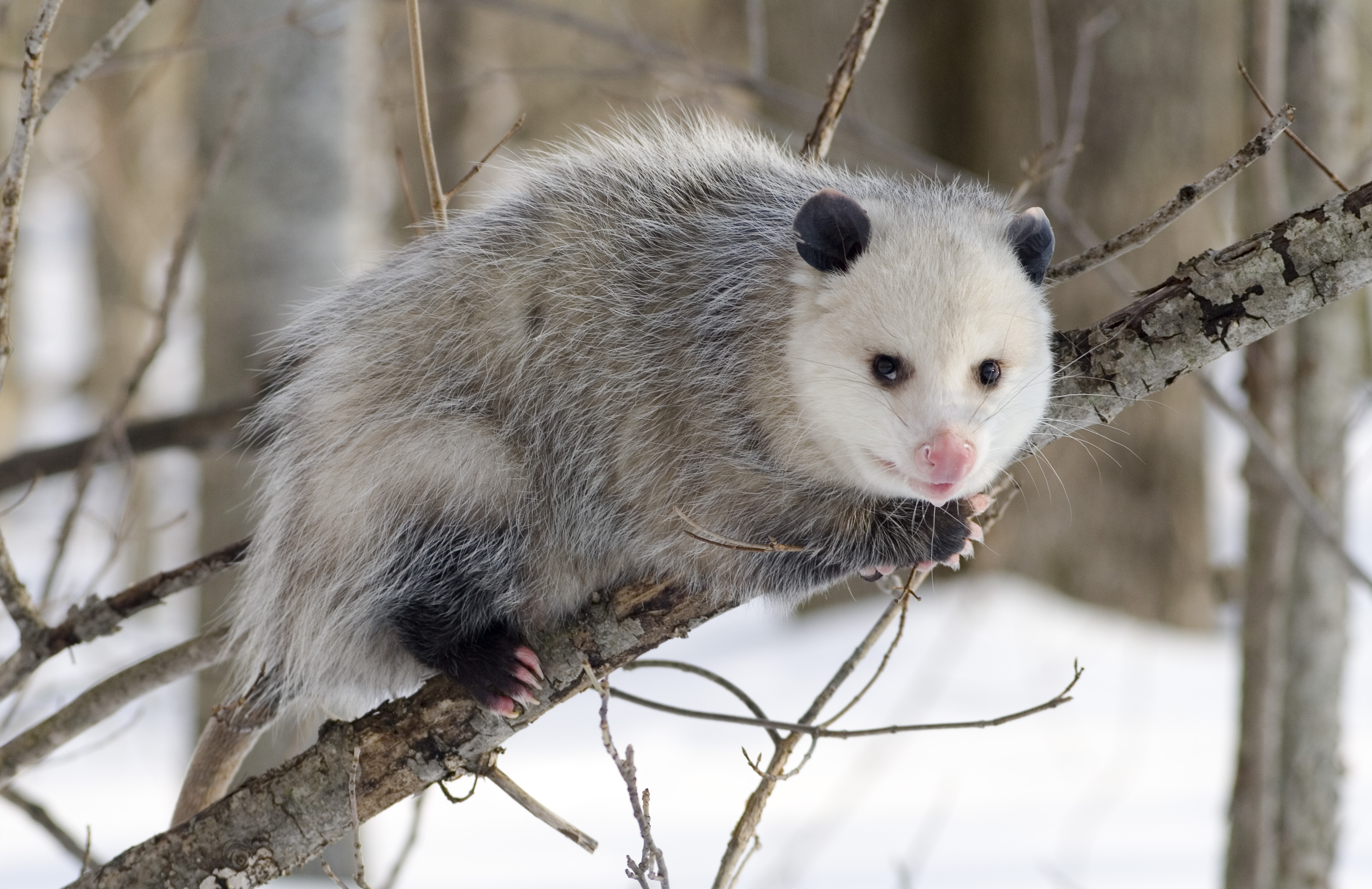
کیسه‌داران

کیسه‌داران در همه مناطق استرالیا و جزیره‌های نزدیک به آن یافت می‌شوند. آن‌ها همچنین در منطقه گینه نو نیز حضور دارند. آن‌ها را می‌توان در مناطق خشک و صحرایی استرالیا، مناطق کرانه‌ای و شبه‌کرانه‌ای، جنگلی با پوشش انبوه، و نیز ارتفاعاتی به بلندای بیش از ۲۰۰۰ متر نیز یافت. برخی از آن‌ها، همچون شیطان تاسمانی، در خاک اصلی استرالیا منقرض شده‌اند و تنها در جزایر اطراف به زندگی ادامه می‌دهند. همانند دیگر جانوران، رژیم غذایی و تنوع طعمه در میان کیسه‌داران تعیین‌کنندهٔ مکان زندگی آن‌ها بوده است. برای نمونه، اعضای تیره ستبردمان، که یکی از پرشمارترین تیره‌های کیسه‌داران ساکن استرالیا است، دارای رژیم بیشتر حشره‌خواری و گوشت‌خواری هستند. چنین جانورانی اغلب در مناطق نیمه‌خشک با پوشش بیابانی یافت می‌شوند؛ جایی که در آن توانایی شکار بالاتری دارند.
کیسه‌داران درخت‌زی استرالیا نیز در مناطق جنگلی با پوشش گستردهٔ درختانی چون اکالیپتوس یافت می‌شوند. چنین جانورانی نیاز فراوان به تغذیه از برگ درختان یا حشرات ساکن در تنها آن‌ها دارند و بسیاری از آن‌ها را می‌توان در مناطقی که خاک مرغوب و برگ‌های مغذی حضور دارند، یافت.
صاریغ‌های آمریکایی از جنوب غربی کانادا تا آرژانتین حضور دارند. آن‌ها را همچنین می‌توان در برخی جزیره‌های کوچک آنتیل یافت. بیشترین تنوع زیستی در کیسه‌داران قاره آمریکا را می‌توان در میان ارتفاعات پایین و قله‌های با آب و هوای معتدل و جنگل‌های باران‌خیز استوایی یافت. در میان زاویه‌های °۱۰ و °۲۰ درجه جنوبی، ۳۷ گونه جاندار کیسه‌دار زندگی می‌کنند؛ تا ۵ درجه بالاتر از این نوار نیز ۲۹ گونه و تا ۵ درجه پایین‌تر ۲۸ گونه یافت می‌شوند. بررسی‌های ژنتیکی نشان می‌دهند که کیسه‌داران در دوره‌های زمانی طولانی چنین زیستگاه‌هایی را اختیار کرده‌اند و ساکنان «قدیمی» جنگل‌های استوایی بوده‌اند. از این رو، به نظر می‌رسد که در آمریکای جنوبی آن‌ها تطابق بیشتری برای زندگی در مناطق بارانی گرمسیر یافته‌اند تا جاهای دیگر. با این حال در بیرون جنگل‌های باران‌خیز نیز می‌توان گونه‌های کیسه‌داری را یافت که گستره‌شان را تا قله‌های آند در جنوب بولیوی، پاراگوئه، و آرژانتین پیش برده‌اند.

## تغذیه

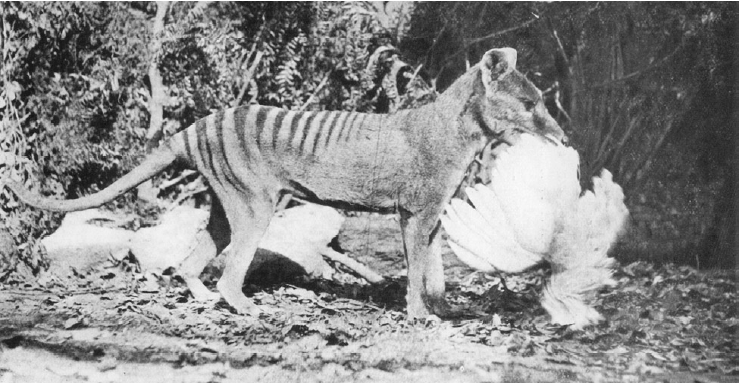
گرگ تاسمانی در حال خوردن یک مرغ خانگی، تصویر مربوط به سال ۱۹۲۱

کیسه‌داران نیز همچون دیگر پستانداران دارای سه گروه عمده تغذیه‌کنندگان از گوشت (کیسه‌داران گوشتخوار)، تغذیه‌کنندگان از علف‌ها و برگ درختان (کیسه‌داران علف‌خوار)، و همه‌چیزخواران هستند.
کیسه‌داران گوشت‌خوار را می‌توان به ۲ دسته اصلی اقسیم کرد: آن گونه‌هایی همچون شیطان تاسمانی که از گوشت مهره‌داران و دیگر پستانداران تغذیه می‌کنند، و آن گونه‌هایی چون بیشتر اعضای تیره ستبردمان که جانداران بی‌مهره و حشرات را شکار می‌کنند. گروه نخست دارای تنها ۶ گونه ساکن استرالیا است که ۴ تایشان را کوئول‌ها تشکیل می‌دهند. کوئول‌های کوچکتر نه تنها از گوشت مهره‌داران تغذیه می‌کنند که میزان بسیاری حشره و حتی میوه نیز به رژیم غذایی خود می‌افزایند. کوئول‌های بزرگتری چون کوئول ببری طعمه خود را با پنهان شدن و دنبال کردن شکار می‌کنند و به دنبال طعمه‌هایی چون والابی که به اندازه بدن خودشان هستند و والابی مرداب که دو برابر بزرگتر از آن‌ها هستند می‌روند. بزرگ‌ترین گوشتخوار کیسه‌دار تا سده گذشته گرگ تاسمانی بود با وزنی که به ۳۵ کیلوگرم می‌رسید. دسته دوم که به حشره‌خواری می‌پردازند جثه کوچکتری نسبت به دسته نخست دارند و وزن اغلبشان کمتر از ۱۰۰ گرم است. آن‌ها از بویایی خود برای یافتن حشرات زیر خاک بهره می‌گیرند، شنوایی و دید نزدیک قوی دارند، و با فرزی بسیار می‌توانند حشره را شکار کنند. این جانوران گستره وسیعی از بی‌مهرگان را برای خوردن برمی‌گزینند ولی کمتر به سراغ جاندارانی چون مورچه، حلزون، و کرم‌های ابریشم پشمالو می‌روند. نامبت که با ۷۰۰ گرم وزن بزرگ‌ترین عضو این گروه است شکارچی ماهر موریانه‌ها است. عنکبوت‌ها و هزارپاها از جمله دیگر طعمه‌های این دسته از کیسه‌داران هستند.
کیسه‌داران همه‌چیزخوار گستره بسیار وسیعی از غذاها اختیار می‌کنند؛ اگرچه اغلبشان تنها یک یا دو منبع غذایی را به عنوان منابع اصلیشان استفاده می‌کنند. چهار زیر دسته اصلی این گروه عبارتند از همه‌چیزخواران حشره‌خوار، همه‌چیزخواران میوه‌خوار، همه‌چیزخواران قارچ‌خوار، و همه‌چیزخواران کلی. در سه زیر دسته نخست، منبع غذایی مشخص شده نیم یا بیش از نیمی از رژیم غذایی را تشکیل می‌دهد. بادپر پردم، صاریغ‌های کوتوله، صاریغ راه‌راه، و صاریغ لیدبیتر از جمله کیسه‌داران همه‌چیزخوار-حشره‌خوار هستند. آن‌ها علاوه بر بی‌مهرگان از انواع گوناگونی از شهد، گرده، صمغ، و دیگر فراورده‌های گیاهی بهره می‌گیرند. برای نمونه، بادپر شکم‌زرد به هنگام کندن پوست درختان برای به دست آوردن شیره‌شان ردی V شکل بر روی درخت به جای می‌گذارد.

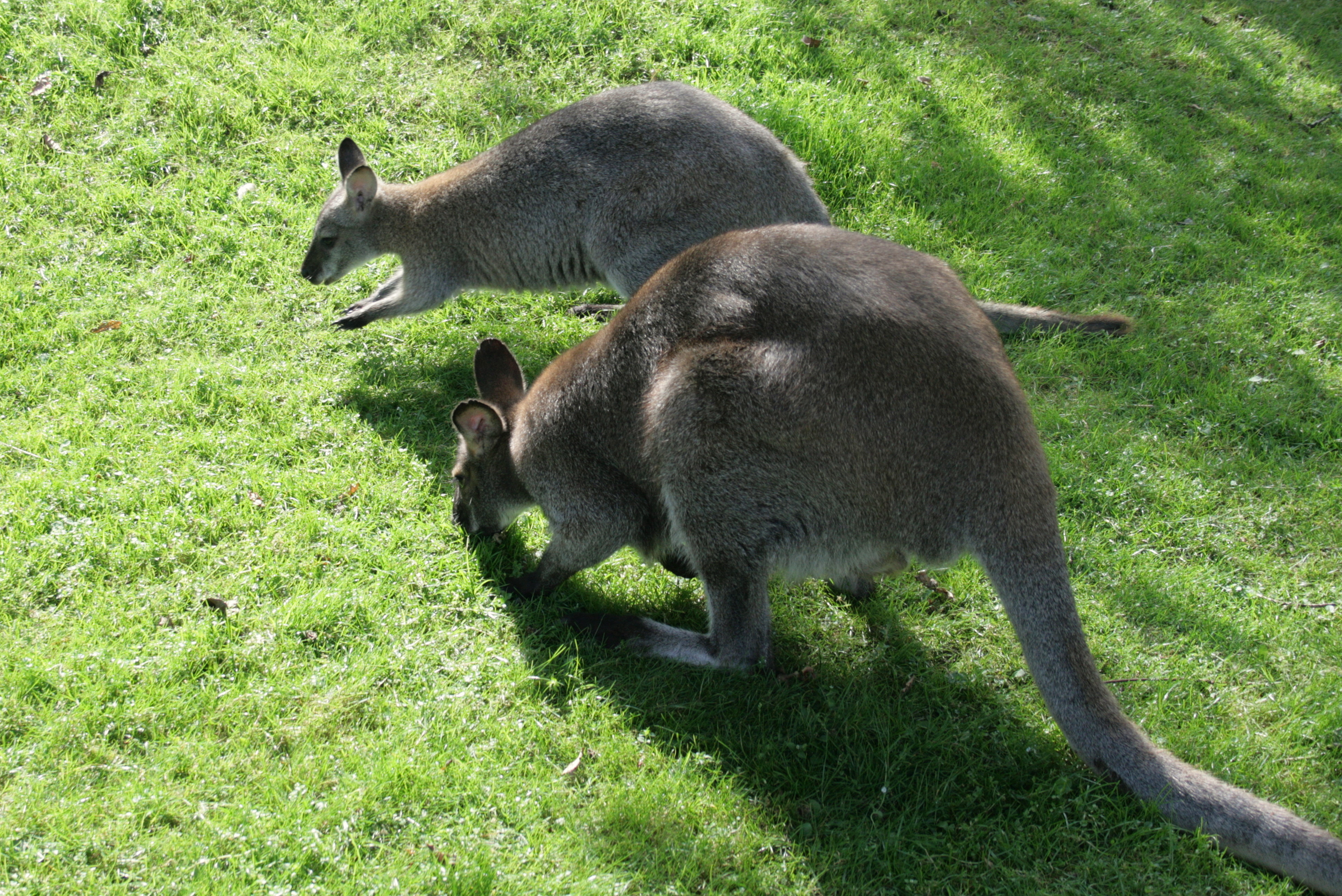
والابی گردن‌قرمز در حال چریدن، زولینگن

تنها گونهٔ کیسه‌داری که در رژیم غذاییش میوه جایگاه اصلی را دارد موش-کانگوروی مشکین است. این جانور ساکن شمال کوئینزلند اغلب میوه‌های خود را از میان آنانی که روی زمین سقوط کرده‌اند برمی‌دارد. در رژیم این جانور و شماری دیگر از کیسه‌داران قارچ‌های وحشی نیز حضور دارند. قارچ جایگاه مهمی در تغذیه گونه‌هایی چون کانگوروهای دم‌قلمویی و کانگوروهای خرگوشی دارد و این ماده غذایی میان ۵۰ تا ۹۰ درصد غذای آنان را تشکیل می‌دهد.
کیسه‌داران علف‌خوار در استرالیا بیش از ۶۰ گونه هستند و به دو زیر دسته اصلی برگ‌خواران و چراکنندگان تقسیم می‌شوند. برگ‌خواران از برگ و فراورده‌های گیاهی تغذیه می‌کنند و شامل کوالا، بادپر بزرگ، هفت گونه صاریغ دم‌قلمویی، سه گونه صاریغ دم‌حلقه‌ای، و دو گونه موش‌کانگورو می‌شوند. این جانوران درخت‌نوردان ماهری هستند و درختان برای آن‌ها هم منبع غذا هستند و هم پناه. آن‌ها اما همواره ناچارند تا گاه به گاه از درختی که بر روی آن هستند پایین بیایند تا برای یافتن منابع جدید به درختان دیگر بروند. چراکنندگان را نیز گونه‌هایی چون کانگورو، والابی، و وامبت‌ها تشکیل می‌دهند. این جانوران از علف‌های سطح خاک و بوته‌های کوتاه‌قد تغذیه می‌کنند. کوچک‌ترین آن‌ها، مونجون، وزنی میان ۱۳۵۰–۱۲۵۰ گرم دارد و بزرگترینشان که کانگوروها هستند وزنی ۵۰ تا ۶۰ برابر آن‌ها. گونه‌های بزرگتر توانایی هضم علف‌های سخت‌تر و دارای الیاف بیشتر را دارند. بیشتر چراکنندگان بر روی سطح زمین می‌زیند ولی والابی‌های صخره چالاکی بالایی در پریدن و جست و خیز بر روی سنگ‌ها دارند.
خوردن گیاهان دارای سودمندی‌ها و مشکلات خود است. سختی خوردن گیاهان در این است که سلول‌های مغذی گیاهان پنهان شده در میان دیوار محافظی از سلولز هستند و نیز بسیاری از گیاهان مواد غذایی خود را با روش‌های گوناگونی چون رشد تیغ یا تلخ کردن مواد مغذی از گزند در امان نگاه می‌دارند. کیسه‌داران علف‌خوار اما در طول زمان روش‌های جالبی برای مقابله با این مشکلات یافته‌اند. ساده‌ترین این روش‌ها خوردن تنها آن برگ‌هایی است که تازه روییده‌اند و حفاظت چندانی ندارند. برخیشان همچون صاریغ‌ها همچنین فرزی لازم برای رسیدن به بلندترین شاخه‌های درختان و تغذیه از برگ‌های تازه‌روییده را پیدا کرده‌اند. به هنگام خوردن برگ‌ها یا علف، میزان بسیاری آب دهان تولید می‌شود تا به شکستن سلول‌های سلولز کمک کند. در کانگوروها و والابی‌ها غذا پس از خورده شدن نخست به درون «معده اولیه» می‌رود؛ جایی که میزان بالایی از میکروب‌های شکننده سلولز حضور دارند. بدون این فرایند، امکان هضم علف وجود ندارد. در برخی دیگر همچون کوالاها، صاریغ‌ها، و وامبت‌ها اما کورروده بزرگ این امکان را ایجاد کرده تا غذا برای مدت بسیار در مرحله هضم بماند. کوالا دارای بزرگ‌ترین کورروده به نسبت جثه در میان همه پستانداران است و مقادیری از غذا برای ۱۲–۷ روز درون کورروده‌اش می‌مانند. در این مدت، نزدیک ۵۰–۲۵ درصد الیاف غذایی شکسته و هضم می‌شوند و میزان انرژی بسیاری آزاد می‌شود.

## رفتار
به دلیل وجود سامانه عصبی پیشرفته در میان پستانداران، این جانوران روش‌های گوناگونی برای پیوند با محیط اطرافشان یافته‌اند. رفتارهای کیسه‌داران نیز برآمده از نیاز آن‌ها به حل مشکلات زیست‌بومی بوده است که در طی میلیون‌ها سال فرگشتیده‌اند. این رفتارها در طول زمان نقش حیاتی در موفقیت گونهٔ کیسه‌دار در بقا و تولد مثل داشته‌اند. تاکنون هیچ گونهٔ کیسه‌داری اهلی نشده است، اگرچه برای عده‌ای از انسان‌ها منبع غذایی بوده‌اند. از این رو شناخت انسان‌ها نسبت به رفتارهای کیسه‌داران جز در مورد برخی گونه‌ها به نسبت کم است.

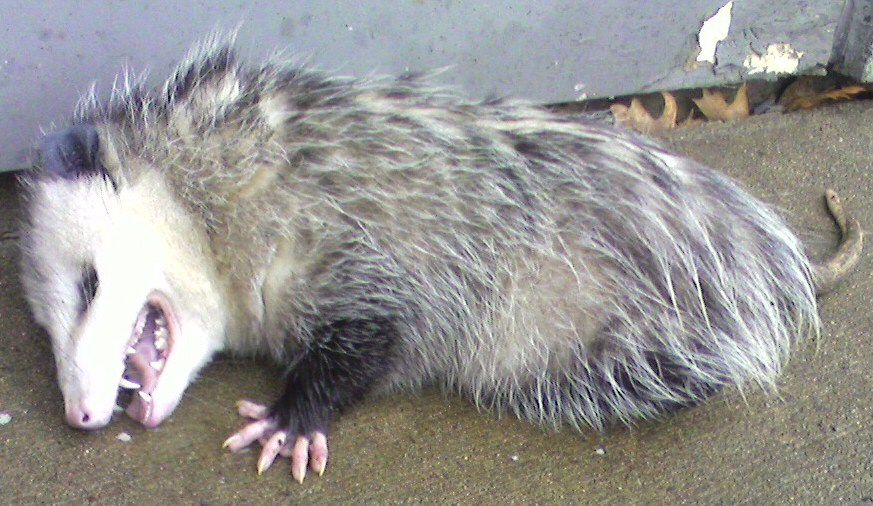
صاریغ ویرجینیا در حال «تقلید مرگ»

صاریغ آمریکایی از جمله گونه‌هایی است که مورد مطالعه بیشتر قرار گرفته است. این جانور دارای رفتارهایی است که شستن صورت توسط آب دهان با کمک دست و ساختن لانه در سوراخ‌های گشاد تنه درختان از آن جمله‌اند. مهم‌ترین رفتار این جانور اما «تقلید مرگ» است؛ صاریغ در هنگام احساس خطر از سوی مهاجمان خود را مردن می‌زند تا مهاجم اقدام به کشتنش نکند. بررسی امواج مغزی این جانور نشان داده است که مغز صاریغ در هنگام خواب و تقلید مرگ دو موج متفاوت تولید می‌کند. چنین چیزی در میان دیگر پستانداران بی‌نظیر است.
کیسه‌داران برای برقراری ارتباط از روش‌های گوناگونی بهره می‌گیرند. ایجاد صدا از جمله این روش‌ها است و همه کیسه‌داران دارای توانایی تولید صدا هستند. صداها برای اهداف گوناگونی همچون جفت‌گیری، اعلام خطر، دفاع از خود، یا روابط معمول میان مادر و فرزند در کیسه تولید می‌شوند. این صداها شامل صداهای ارتباطی، خشن و زبر با حالت هشدار دهنده، معاشقه، و خرخر یا فِش‌فِش هشدار هستند. شماری از کیسه‌داران همچنین به دلیل دارا بودن غده‌های تولید ماده‌های بودار اقدام به نشانه‌گذاری و ارتباط با دیگر نمونه‌های هم‌نوع خود می‌کنند تا به آن‌ها دربارهٔ وجود قلمرو یا وضعیت باروریشان پیام برسانند. برای نمونه، فیلاندرهای گردن‌قرمز با بوییدن ادرار دیگران متوجه وضعیت پذیرشی آنان می‌شوند.
نمایش‌های ظاهری نیز برای رساندن سیگنال به دیگران به کار می‌روند. نشان دادن دندان‌ها و تولید فش‌فش همزمان برای ترساندن مهاجم و نیز ایستادن بر روی دو پا به منظور تهدید مزاحمان از جمله این نمایش‌ها هستند. در میان کانگوروهای قرمز، تکان دادن دم به دو طرف به شکل تناوبی می‌تواند نشان از آمادگی جنسی نر برای نزدیکی به ماده باشد؛ اگرچه کانگوروها نر در نبود ماده گاه به خودارضایی با بوته‌ها می‌پردازند. لمس کردن نیز راه دیگری از ارتباط است؛ چیزی که برای نمونه در روابط میان کانگوروهای مادر و فرزند اهمیت حیاتی پیدا می‌کند و وقت بسیاری از دو طرف را به خود اختصاص می‌دهد.

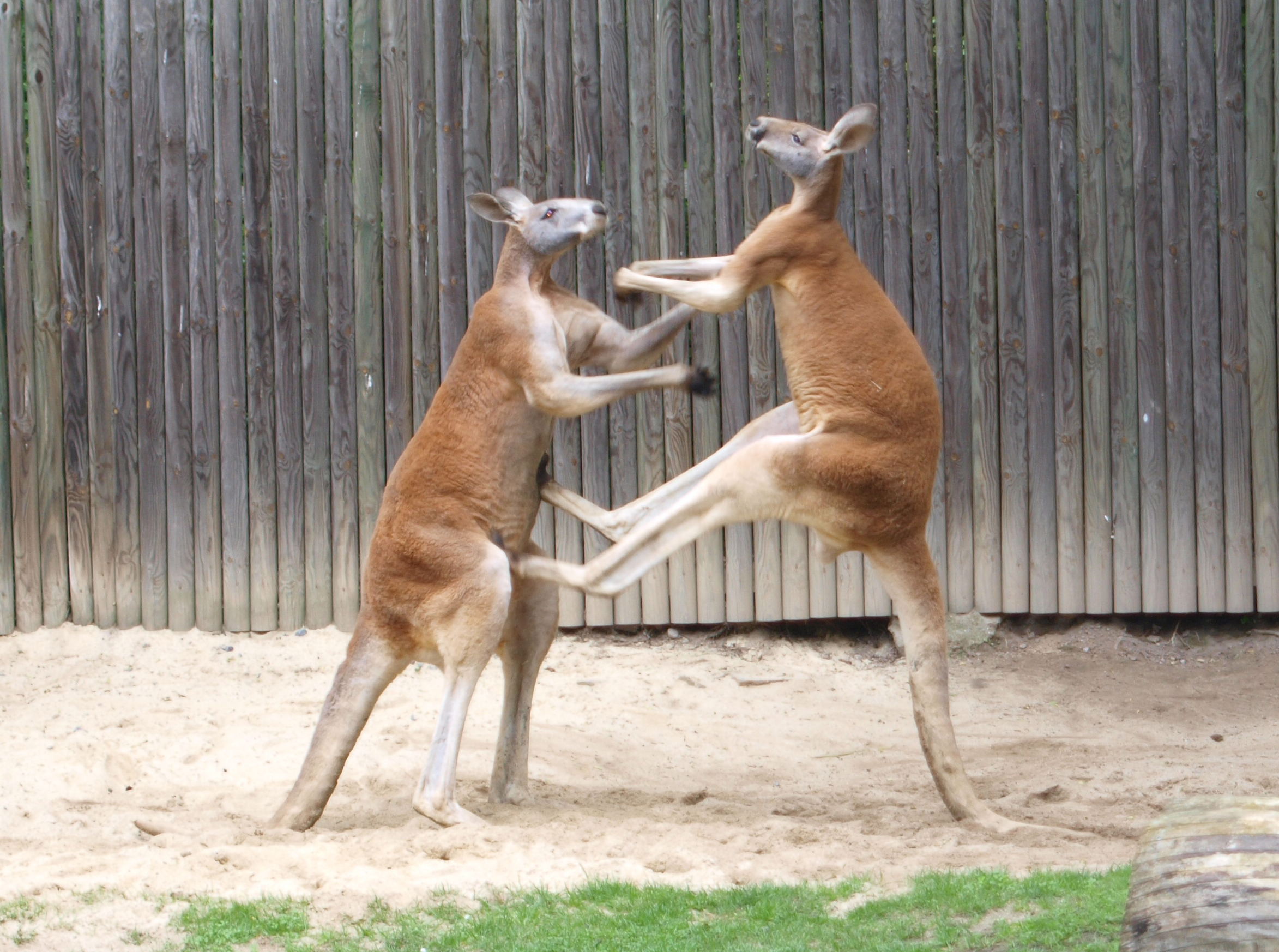
کانگوروها در حال بوکس‌بازی

کیسه‌داران جوان نیز برای بالا بردن توانایی‌های زندگی و یادگیری فنون آن به بازی می‌پردازند. این شامل جنگ–بازی، بازی جنسی، و دنبال کردن می‌شود. شیطان‌های تاسمانی کوچک با هم کشتی می‌گیرند و جنگ–بازی در میان کانگوروهای بزرگ بسیار رایج است. کانگوروهای جوان برای نخستین بار جنگ کردن را با مادرشان می‌آموزند و پس از از شیر گرفته شدن این تنها نرها خواهند بود که به این بازی با دیگر کانگوروها ادامه می‌دهند. آن‌ها برای آنچه «بوکس‌بازی» خوانده می‌شود با دست‌هایشان گردن نر مقابل را می‌گیرند و با جهش پا و در حالی که دمشان همچون ستونی بر زمین قرار گرفته به آن نر ضربه وارد می‌کنند. این بازی‌ها اغلب تعیین‌کنندهٔ جایگاه نرها در گروه و غالب بودنشان است.
در مقایسه با پستانداران جفت‌دار، کیسه‌داران رفتارهای اجتماعی محدودتری را پرورش داده‌اند. این می‌تواند به کوچک بودن نسبی نسبت جرم مغز به جرم بدن مرتبط باشد و پدید نیامدن رفتارهای دفاعی و اجتماعی پیچیده را ناشی از محدودیت‌های مغزی معرفی کند؛ با این حال برخی بررسی‌ها نیز بر این نکته تأکید دارند که از آنجا که سوخت و ساز کیسه‌داران به نسبت جفت‌داران کمتر است، پیچیدگی‌های فیزیولوژیک و رفتاری آنان نیز به همین نسبت کاهش نشان می‌دهد. برخلاف برخی جفت‌داران که وجود انبوه مهاجمان نیاز به داشتن سامانه ماهیچه‌عصبی قوی با پاسخ‌های سریع درشان را ضروری کرده است، اغلب کیسه‌داران در نبود مهاجمان مهم نیازی به فرگشتن چنین ابزارهای عصبی و نیز اجتماعی را نداشته‌اند.

## بیماری‌ها
بیماری ماهیچه سفید یکی از بیماری‌های رایج در میان کیسه‌داران است. این بیماری گونه‌ای میوپاتی است که در میان برخی درازپایان، به ویژه در میان کوئوکاها، پدید می‌آید. جانوران این‌گونه هنگامی که در اسارت نگه داشته می‌شوند دچار گونه‌ای سندروم می‌شوند که باعث کاهش وزن، از دست دادن پیشرفت‌کننده ماهیچه‌ها به ویژه ماهیچه پاهای پشتی، فلج پاها و در پایان مرگ می‌شود. وجود ویتامین E در غذای جانور برای جلوگیری از پدید آمدن این بیماری ضروری است.
فک متورم نیز از گذشته به عنوان عاملی کشنده در میان درازپایان در اسارت شناخته می‌شد. بیماری در آغاز در محدوده دهانی پدیدار می‌شود و می‌تواند تبدیل به یک استئومیلیت موضعی شود و غشاهای مخاطی حفره دهانی و زبان را آلوده کند و به چشم‌ها و سوراخ‌های بینی برسد. در پایان، گسترش این بیماری به صورت گندخونی به شش‌ها، معده، و کبد باعث مرگ جانور می‌شود. به دلیل آماس کردن ناحیه فکی، جانور توانایی غذا خوردن خود را نیز از دست می‌دهد. این بیماری در صورتی که در مراحل آغازین خود تشخیص داده شود می‌تواند با آنتی‌بیوتیک درمان شود.
در میان کوالاها گونه‌ای عفونت با نام کلامیدیا شیوع پیدا می‌کند که باعث کاهش جمعیت بسیار آن‌ها شده است. با آنکه واگیرشدن این بیماری به صورت کاتوره‌ای و نامنظم پدید می‌آید، شیوع آن باعث نابینایی و عفونت‌های جنسی منجر به نازایی می‌شود و در پایان کاهش شمار اعضای جمعیت‌های محلی را به همراه می‌آورد. واکسن این بیماری توانسته است نتایج مطلوبی داشته باشد. ذات‌الریه نیز از جمله بیماری‌های این جانور است که ریشه باکتریایی دارد. نئوپلاسم‌های خودبه‌خودی، به ویژه سرطان خون و لنفاوی، نیز به ثبت رسیده‌اند.
تیره‌های ستبردمان و وامبتیان نیز بیماری‌های ویژه خود را دارند. همهٔ موش‌های کیسه‌دار استوارت نر در دوره‌ای دو هفته‌ای پس از جفت‌گیری می‌میرند. این نرها پس از آنکه جفت‌گیری می‌کنند نشانه‌های تشویش و اضطراب شدید ناشی را نشان می‌دهند. پژوهش‌ها نشان می‌دهند که نرها به این دلیل پس از جفت‌گیری می‌میرند که بالا رفتن شدید تستوسترون خون در دوران جفت‌گیری باعث از هم گسیختگی سامانه دفاعی بدن و ایجاد توده‌ای لنفاوی – که احتمالاً به دلیل سطوح بالارفتهٔ پلاسمای کورتیکواستروئیدی پدید آمده – می‌شود.
به تازگی بیماری ژنتیکی نوینی در میان شیطان‌های تاسمانی فراگیر شده که باعث ایجاد سرطان بر صورت در این جانوران و مرگ همهٔ مبتلایان در کمتر از ۱ سال می‌شود. هنوز درمانی برای این بیماری پیدا نشده است. شایع‌ترین گونه عفونت در میان وامبت‌ها نیز بیماری سارکوپتیک مانژ است که تلفات بسیاری به این جانور وارد می‌کند. این بیماری منتقل‌شونده باعث اریتما و پاراکراتوزیس می‌شود و توانایی حرکت وامبت‌ها را مختل می‌کند. مانژ می‌تواند به انسان‌هایی نیز که وامبت‌ها را در دست می‌گیرند منتقل شود و درمان آن توسط ایفرمکتین صورت می‌گیرد.

## رابطه با انسان

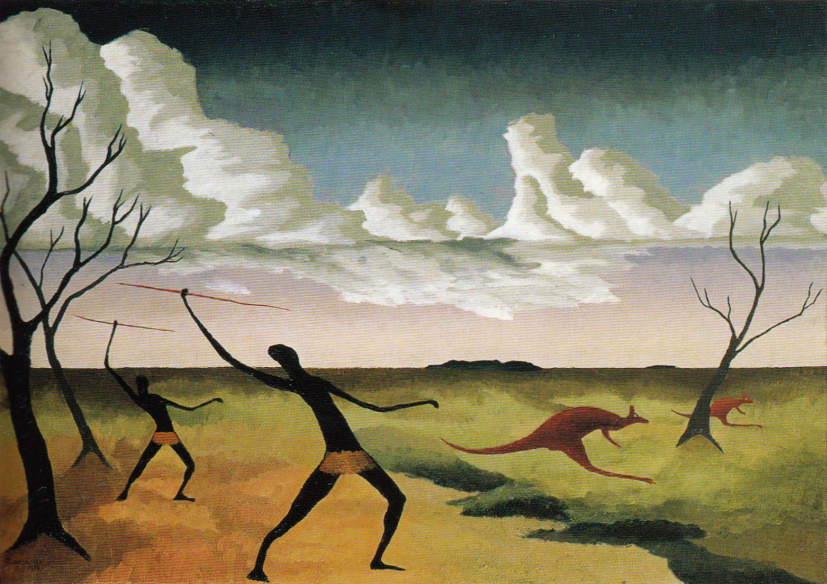
نقاشی از بومیان استرالیا در حال شکار کانگوروی قرمز با نام شکار کانگورو، اثر پیتر پروز اسمیت، ۱۹۳۸

نخستین ارتباط انسان‌ها با کیسه‌داران به هنگامی می‌رسد که ساکنان آغازین استرالیا در کمینه ۴۵٬۰۰۰ سال پیش به آن سرزمین رسیدند. میان ۲۰٬۰۰۰ تا ۱۸٬۰۰۰ سال پیش، سرد شدن ناگهانی زمین باعث ایجاد خشکی‌های فراوانی در اطراف استرالیا شد که راه را برای ورود انسان‌ها به جزیره‌های اطراف، همچون نیوزیلند و تاسمانی، گشود. سه موج مهاجرت اصلی انسان‌ها به این مناطق، که واپسین آن‌ها نزدیک ۵٬۰۰۰ سال پیش پدید آمد، نه تنها آشنایی انسان با این پستانداران را رقم زد که باعث خطرهای نوینی برای بقای آن‌ها شد.
در هنگام مهاجرت ساکنان نخستین استرالیا، هنوز کیسه‌داران بزرگ‌جثه‌ای چون Diprotodon optatum در استرالیا حضور داشتند. کانگوروهای سرکوتاهی چون اعضای سرده‌های پروکوپتودون و سیموسترونوس با قدی بلندتر از ۳ متر نیز به زندگی ادامه می‌دادند. با پایان نخستین موج مهاجرت، این اَبَرکیسه‌داران منقرض شدند و جای خود را به کیسه‌داران به نسبت کوچک‌جثهٔ کنونی دادند. اَبَرکیسه‌داران منقرض شده اما به زندگی در افسانه‌ها و قصه‌های شبانهٔ مردمان بومی ادامه دادند و کیسه‌داران کوچک نیز بخش مهمی از فرهنگ آنان را تشکیل دادند.
کیسه‌داران برای بومیان استرالیا منبع غذا و پوشاک بودند. از پوست این جانوران همچنین برای ساخت ابزارهای موسیقی کوبه‌ای بهره گرفته می‌شد. وابستگی بسیار بومیان به این پستانداران به گونه‌ای بود که این جانوران در فرهنگ گفتاری بومیان حضور بسیار داشتند و طبیعی‌دانان اروپایی نخستینی که پا بر استرالیا گذاشتند از دانش بومیان در زمینه کیسه‌داران بهره بسیار بردند. دانش بومیان استرالیا دربارهٔ کیسه‌داران اما گونه‌ای فرهنگ داستانی درهم‌تنیده با معنویت و وابستگی است و اغلب جانوران را در حالت خواب و رؤیا به تصویر می‌کشد. برای نمونه، کانگوروی قرمز که در میان بومیان مارلو خوانده می‌شود، نقش مهمی در جهان‌بینی این مردمان دارد. این جانور شکل‌دهندهٔ بسیاری از قوانین، آداب، و مراسم بومیان صحرای غرب استرالیا است و آنچنان در میان آنان مقدس است که سخن گفتن از آن در میان ایشان گونه‌ای بی‌احترامی تلقی می‌شود. بومیان از گوشت مارلو تغذیه می‌کنند و با آداب ویژه‌ای به ذبح آن می‌پردازند و از خودگذشتگی او برای زنده ماندن انسان‌ها مورد ستایش قرار می‌گیرد.
نخستین برخورد اروپاییان با کیسه‌داران پس از اکتشاف قاره آمریکا در سده پانزدهم صورت گرفت. ویسنت یانیز پینزون، کاشف اهل اسپانیا، در سال ۱۵۰۰ پا بر سرزمین برزیل کنونی نهاد و از وجود تنوع زیستی فراوان در آن منطقه در شگفت ماند. او دستور داد تا خدمهٔ کشتی‌اش شماری از کیسه‌داران را با خود به کشتی ببرند. از سوی دیگر، پرتقالی‌ها در خاور دور پیش رفته بودند و در برخی جزیره‌های آن منطقه اقدام به تشکیل حکومت کرده بودند. اگرچه برای سال‌ها خبرهایی از برخی جانداران اسرارآمیز در خاور دور وجود داشت، نوشته‌های آنتونیو گالوانیو، فرماندار جزایر ملوک، در میان سال‌های ۱۵۳۶ تا ۱۵۴۰ نخستین یادداشت‌ها از وجود پستانداران کیسه‌دار استرالزی هستند. او در نوشته‌هایش از جانوری نام می‌برد که مردم بومی کوسوس یا کوسو می‌خوانندش و با چشمان خیره‌کنندهٔ آبی‌رنگ بر روی درختان زندگی و زایش می‌کند. امروزه این جانور با نام کوسکوس خوانده می‌شود.
اروپاییان در آغاز برای توصیف جانوران استرالیا آن‌ها را با دیگر پستانداران آشناتری چون گربه و موش و راکون مقایسه می‌کردند. گزارش‌ها از این برخوردها اغلب از سوی ناخدایان کشتی‌های گذری از آن منطقه صورت می‌گرفت. ساکن شدن مهاجران در خلیج سیدنی در سال ۱۷۸۸ اما توجه‌های بیشتری را به سوی کیسه‌داران جلب کرد. ۶ سال پس از آن هنگام، کانگوروها را می‌شد در باغ‌وحش لندن یافت و تا ۳۰ سال پس از آن، ۲۳ گونه کیسه‌دار به شکل رسمی طبقه‌بندی شده بودند. هانری دو بلانویل با ذکر ویژگی‌های یگانهٔ زایشی این جانوران نشان داد که باید آن‌ها را از دیگر پستانداران متمایز دانست. کارهای پژوهشی جان گولد و دستیارش جان گیلبرت نقش بزرگی در افزایش دانش و آگاهی نسبت به کیسه‌داران استرالیا داشت؛ از آن جمله کتاب سه جلدی پستانداران استرالیا اثر گولد که در آن شمار بسیاری از کیسه‌داران به همراه تصاویر نقاشی‌شده‌شان فهرست شده بودند.

### حفاظت

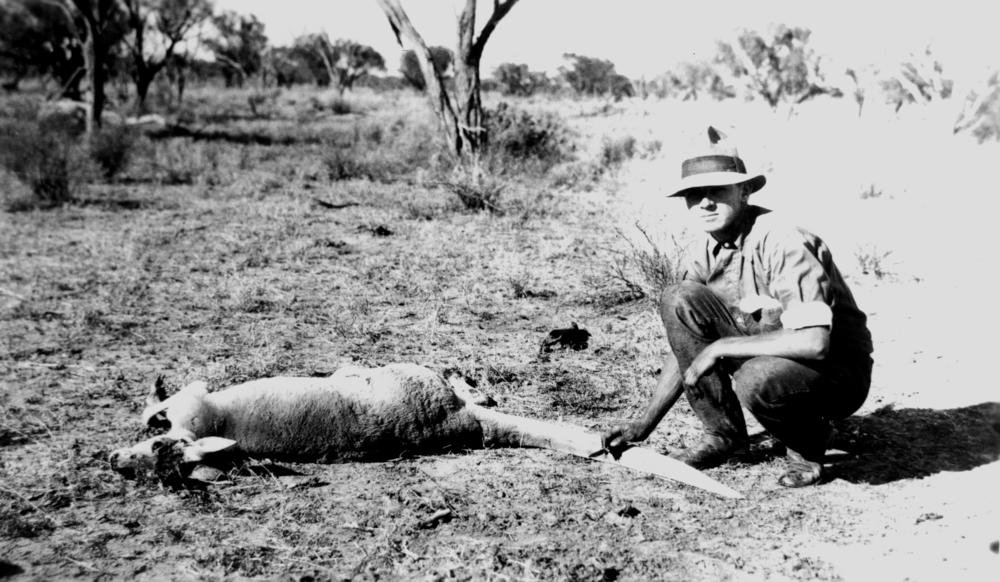
کشتار کانگوروها و دیگر کیسه‌داران برای دهه‌های طولانی در استرالیا رواج داشت.

با گسترش حضور اروپاییان در استرالیا، تقابل انسان‌ها و کیسه‌داران مقیم و حتی بومیان باعث تلفات بسیاری به آن‌ها شد. این تقابل شامل کشته شدن گوسفندان و طیور مهاجران توسط گرگ‌های کیسه‌دار، شیطان تاسمانی، و کوئول‌ها می‌شد. کانگوروهای دم‌قلمویی و باندیکوت‌ها نیز به کشتزارهای کشاورزان حمله می‌کردند و سبزیجات آنان را غارت می‌کردند. تا نیمه سده ۱۹ میلادی به این جانوران با دیده متخاصمانه نگریسته می‌شد و شماری از آن‌ها، از جمله گرگ تاسمانی، به دلیل شکار شدن توسط انسان‌ها منقرض شدند. گله‌داران بزرگ گوسفند در این دوره آغاز به اشغال مناطق زندگی کانگوروها کردند و حتی از دولت‌های محلی استرالیا برای دادن اجازهٔ کشتن آن‌ها درخواست کردند. در ۱۸۷۹، قانونی با نام لایحه نابودی کیسه‌داران به حضور نمایندگان مجلس محلی نیو ساوت ویلز رسید اما این قانون اجرا نشد و راه را برای قانون چراگاه و دام در سال بعد باز کرد. طبق این قانون، سگ‌های وحشی به همراه «همه کانگوروها، والاروها، والابی‌ها، و فیلاندرها» به عنوان آفت در نظر گرفته شدند. این قانون سپس شمار بیشتری از کیسه‌داران را شامل شد و باعث کشته شدن میلیون‌ها عدد از این پستانداران طی دهه‌های پس از خود شد. تخمین زده می‌شود که میان سال‌های ۱۸۸۸ تا ۱۹۰۰ شمار ۲۱٫۴ میلیون کانگورو و والابی در نیو ساوت ویلز کشته شدند.
کاهش جمعیت کیسه‌داران حتی در سال ۱۸۳۶ توسط چارلز داروین مشاهده شده بود. او این کاهش را نتیجه حضور سگ‌های شکاری مهاجران می‌دانست. با آغاز سده ۲۰ میلادی نگرانی‌ها دربارهٔ آینده کیسه‌داران در استرالیا شدت گرفت و نخستین قانون حمایتی از آنان در سال ۱۹۰۳ زیر نام قانون پاسداری از جانوران محلی به تصویب ایالت نیو ساوت ویلز رسید. با تلاش‌های دوستداران محیط زیست و زیست‌شناسان، قانون پاسداری از پرندگان و جانوران در ۱۹۱۸ و قانون پاسداری از چراگاه در ۱۹۳۴ کیسه‌داران را از زیر عنوان «آفت» بیرون آوردند و در پایان قانون پاسداری از زیواگان سال ۱۹۴۸ اندیشهٔ «اندوخته طبیعی» را به رسمیت شناخت و مردم را به آگاهی بخشی دربارهٔ حیات وحش فراخواند.
هم‌اکنون بالا رفتن فعالیت‌های انسانی در مناطقی که کیسه‌داران در آن‌ها زندگی می‌کنند باعث انقراض یا در معرض خطر انقراض جدی قرار گرفتن گونه‌های بسیاری از آن‌ها شده است. در مناطق کم توسعه یافته‌تری چون اندونزی و گینه نو کیسه‌داران کمتری منقرض شده‌اند. تلاش‌هایی برای قانون‌گذاری در زمینه حفاظت از این جانوران در دهه‌های گذشته صورت گرفته‌اند؛ از جمله در استرالیا که پژوهش‌های به نسبت گسترده‌ای را در زمینه ژن‌شناسی و پی بردن به چگونگی حفاظت از گونه‌های در خطر به انجام رسانده است. بسیاری گونه‌های کیسه‌دار در استرالیا زیر برنامه‌های بازیابی گذاشته شده‌اند و از آن هنگام جمعیتشان بالا رفته است. در این کشور همچنین پرورش در اسارت برای گونه‌های بسیار نادر یا منقرض در حیات وحش صورت می‌گیرد. در آمریکای جنوبی اگرچه برنامه‌های تعیین گستره و خطرات انسانی پیش روی گونه‌ها صورت گرفته، اما مشکل برقراری ارتباط و همکاری میان همهٔ کشورهای منطقه تاکنون جلوی حفاظت بیشتر را گرفته است.

## تهدیدها
کیسه‌داران جهان در مناطق جغرافیایی محدودتری به نسبت پستانداران جفت‌دار زندگی می‌کنند و این مناطق تنها شامل استرالیا و جزایر اطرافش به همراه آمریکای جنوبی هستند. چنین محدودیت جغرافیایی آن‌ها را در برابر تهدیدهای بیرونی بسیار آسیب‌پذیر کرده است. برای نمونه، پژوهش‌گران بر این باورند که گرمایش جهانی و دگرگونی‌های اقلیمی در برزیل باعث از میان رفتن محیط زندگی مطلوب برای گونه‌های جانوری کیسه‌دار شده است.
عوامل انسانی که حیات کیسه‌داران را در دو منطقه عمده زندگیشان در جهان تهدید می‌کنند عبارتند از نابود کردن جنگل‌ها برای آماده‌سازی به منظور کاشت، آبیاری بیش از حد (غرقابی کردن) زمین‌ها و شور شدن خاک، چرای دام در جنگل‌ها و مراتع، آتش‌سوزی، معرفی گونه‌های مهاجم، بیمار شدن توسط عوامل انسانی، و شکار بی‌رویه است.
شواهدی در دست نیست که نشان دهند در طول تاریخ بیماری توانسته نسل هیچ‌یک از پستانداران استرالیا را منقرض کند؛ اگرچه بیماری‌هایی چون تومور صورتی شیطان‌های تاسمانی جمعیتشان را به شدت کم کرده است. به همین شکل، به نظر نمی‌رسد شکار توسط اروپاییان مهاجر به استرالیا نقش مهمی در کاهش جمعیت کیسه‌داران این قاره داشته باشد.
معرفی گونه‌های نابومی از جمله مهم‌ترین عوامل تأثیرگذاری بر جمعیت کیسه‌داران و پوشش گیاهی استرالیا بوده است. برای نمونه خرگوش‌ها عامل کاهش پوشش گیاهی در مناطق خشک استرالیا بوده‌اند. جانوران مهاجمی چون دینگو و گربه رمیده و روباه قرمز از بیرون استرالیا به این منطقه معرفی شدند. دینگو تاریخچه‌ای ۳٬۰۰۰ تا ۸٬۰۰۰ ساله دارد، ولی دو تای دیگر به نسبت جدید هستند. روباه‌های قرمز توانایی بالایی در شکار پستانداران کوچکتر دارند و وجود آن‌ها در یک منطقه می‌تواند بالقوه باعث انقراض کیسه‌داران ریزجثه آن ناحیه شود.